# Genoma $1,000

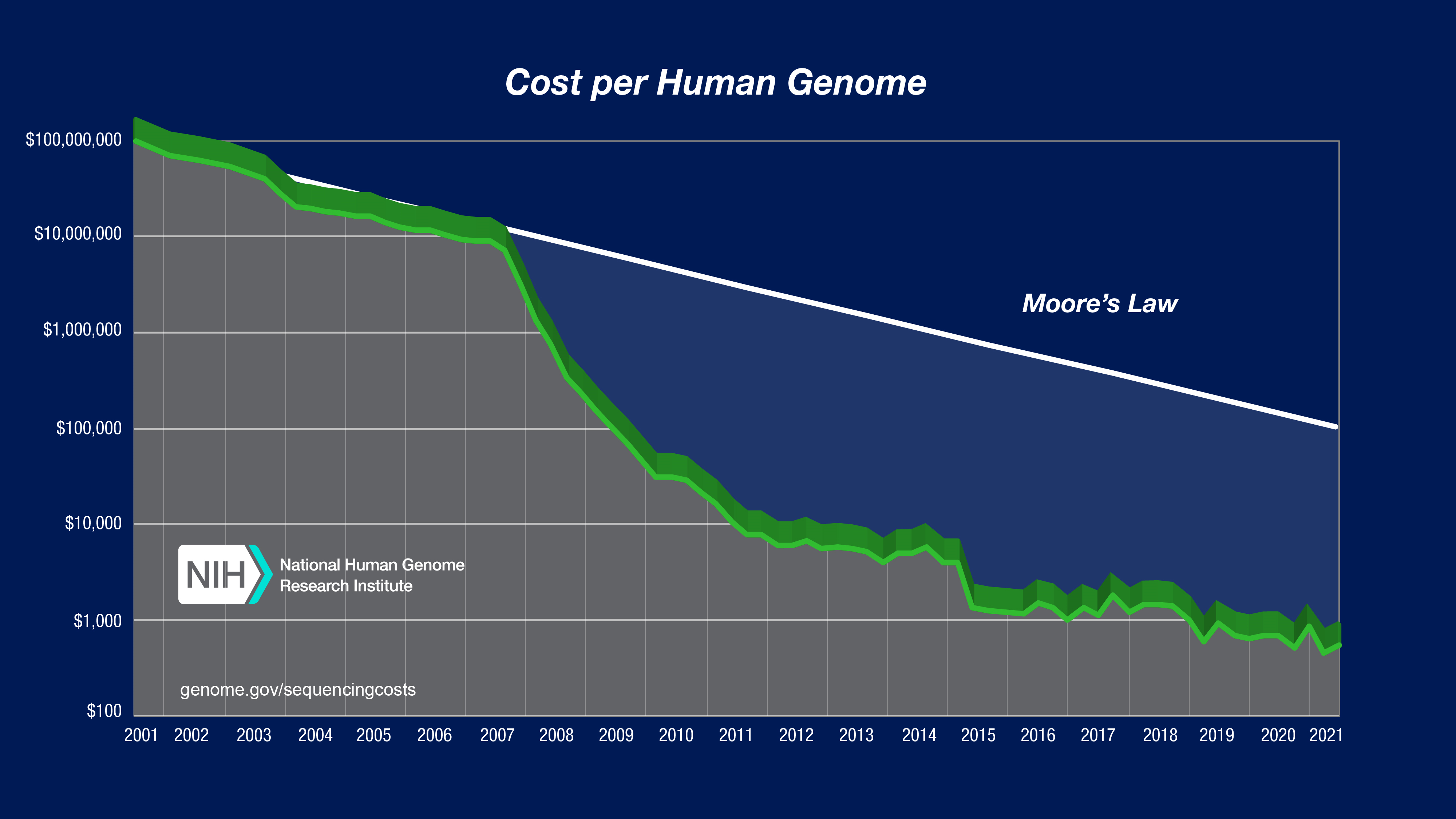
Coste de la secuenciación del genoma humano desde 2001

El genoma $1,000 hace referencia a una nueva era de medicina predictiva y personalizada en la que el precio entero de secuenciación del genoma en un individuo o paciente, será de aproximadamente $1000 dólares. No debe ser confundido con el Proyecto 1000 genomas, ni con el título de un libro escrito por el científico británico y editor-fundador de Nature Genetics, Kevin Davies.

## Historia
El eslogan “genoma $1,000” fue públicamente registrado en diciembre del 2011 en un retiro científico para discutir el futuro de la investigación biomédica tras la publicación del primer borrador del HGP, convocado por el Instituto Nacional del Genoma Humano en Airle House en Virginia. La frase destacaba atractivamente la diferencia entre el costo real del Proyecto Genoma Humano, con un estimado de  $2.7 billones durante una década, y el punto de referencia para una secuenciación de genoma rutinaria, asequible y personal.
El 2 de octubre de 2002, Craig Venter introdujo una sesión de apertura de CASG (Conferencia y Análisis de la Secuenciación del Genoma) por sus siglas en inglés GSAC (The Genome Sequencing and Analysis Conference), en el Centro de Convención Hynes en Boston cuyo título fue “El Futuro del Secuenciamiento: Avanzando Hacia el Genoma $1,000.” Se incluyeron conferencistas como George M. Church y ejecutivos de 454 Life Sciences, Solexa, U.S. Genomics, VisiGen y Amersham plc. En el 2003, Venter anunció que su fundación destinaría $500 000 por un avance que conduzca al genoma $1,000. Ésta suma fue subsecuentemente pasada al Archon X Prize.
En octubre del 2004, NHGRI introdujo la primera de una serie de donaciones 'Genoma $1,000' destinadas para lograr "el desarrollo de tecnologías de vanguardia que permitirán que un genoma de tamaño 'humano' pueda ser secuenciado por $1000 dólares o menos."
En un artículo de enero del 2006, la revista estaba haciendo un caso para el Proyecto Genoma Personal cuando George M. Church escribió:
“El ‘genoma $1,000’ se ha convertido en la clave para la capacidad de secuenciar el ADN de manera tan asequible que las personas puedan pensar el gasto de una vez en la vida para tener una secuencia de genoma personal leída en un disco para que los médicos hagan referencia de que vale la pena.”:
En el 2007, la revista Nature Genetics invitó a decenas de científicos a responder a su ‘Pregunta del año’:
“El secuenciamiento de un equivalente de un genoma humano entero por $1000 dólares ha sido anunciado como una meta en la comunidad genética... ¿Qué harías si [el genoma $1,000] estuviera disponible inmediatamente?”:
En mayo del 2007, durante una ceremonia en Baylor College of Medicine, 454 Life Sciences el fundador Jonathan Rothberg presentó a James D. Watson con una copia digital de su secuencia de genoma personal en un disco duro portátil. Rothberg estimó el costo de la secuencia—el primer genoma personal producido usando una plataforma de secuenciación del ADN —en $1 millón. La secuencia genómica de Watson fue publicada en el 2008.

## Esfuerzos comerciales
Al final del 2007, la compañía biotecnológica Knome debutó el primer servicio de secuenciación de genoma directa al conusmidor a un precio inicial de $350 000 (incluyendo el análisis). Uno de los primeros clientes fue Dan Stoicescu, un empresario de biotecnología residente en Suiza. Conforme los costos de secuenciación continuaron cayendo, en el 2008 Illumina anunció que había logrado secuenciar un genoma individual por $100 000 en costos de reactivos. Applied Biosystems contrarrestó afirmando que el costo en su plataforma era de $60 000. Pacific Biosciences se convirtió en el último entrante en lo que New York Times llamó "una carrera acalorada por el 'genoma $1,000'", sugiriendo que eso ofrecería el genoma de 15 minutos para el año 2013.
En el 2009, el profesor Stephen Quake de la Universidad Stanford publicó un documento de secuenciación de su propio genoma en un instrumento construido por Helicos Biosciences (una compañía que él cofundó) por un precio reportado en consumos por $48 000. Ese mismo año, Complete Genomics debutó su servicio de secuenciación del genoma para investigadores, cobrando tan poco como $5000/genoma por un pedido general.
En el 2010, Illumina introdujo su servicio de secuenciación de genoma para clientes, a quienes se les pedía presentar una nota médica que lo requiriera. El precio inicial era de $50 000 por persona. Uno de los primeros clientes fue el ex CEO de Solexa, John West, quien secuenció el genoma de su familia de cuatro miembros.
En enero del 2012, Life Technologies dio a conocer un instrumento nuevo de secuenciación, el Ion Proton Sequencer, el cual se decía que lograría alcanzar el genoma $1,000 en un día dentro de 12 meses. Sharon Begley escribió: “Después de años de predicciones de que el ‘genoma $1,000’ — la lectura completa de la información genética de una persona por un costo similar al de una corona dental— estaba justo a la vuelta, una compañía de Estados Unidos está anunciando... que ha logrado alcanzar esa meta.”
Mientras el costo personal de secuenciación del genoma cae, el obstáculo será cada vez más el costo de la interpretación de dato genómico, o lo que Bruce Korf, expresidente del American College of Medical Genetics, llama “la interpretación de $1 millón.” El profesor Elaine Mardis, de la Universidad de Washington lo llama “el análisis $100 000.”
En septiembre del 2011, la empresa genómica de consumo 23andMe anunció que comenzará a ofrecer el exoma de $999 a clientes existentes.
Incluso antes de la realización del genoma $1,000, por lo menos una compañía de biotecnología, Genia Technologies, proclamó en el 2011 que lograría el genoma $100.
En enero del 2014, Illumina lanzó su HiSeq X Ten Sequencer el cual entrega el primer 'genoma $1,000' a cobertura de 30x, incluyendo el coste de reactivos ($797), instrumentos de depreciación ($137 por genoma) y la preparación de muestra ($55–$65 por genoma) amortizado por la secuenciación de 18 000 genomas por año durante un periodo de funcionamiento de cuatro años. Las primeras tres instituciones en el mundo en comprar las primeras máquinas X Ten y capaces de secuenciar el 'genoma $1,000' fueron Garvan Institute of Medical Research en Sídney, Australia; The Broad Institute en Cambridge, Massachusetts, Estados UnidosMyacrogen en Rockville, Maryland, Estados Unidos.

## Genómica Archon PREMIO X
Se anunció inicialmente que el renovado Genómica Archon PREMIO X presentado por Medco celebraría un concurso con un premio de $10 millones, en enero de 2013, para el equipo que llegara (o se aproximara a llegar) al 'genoma $1,000'. El gran premio se le otorgaría al "equipo(s) capaz de sencuenciar 100 genoma humanos en un plazo de 30 días con una precisión de 1 error por cada millón de bases, con un 98 % de finalización, identificación de inserciones, deleciones y reordenamientos, y un haplotipo completo, con un costo total de $1000 por genoma."
En agosto de 2013, la Genómica Archon PREMIO X fue cancelado debido a que los fundadores sintieron que había sido "superado por innovación" y "no estaba incentivando los cambios tecnológicos".

## Enlaces adicionales
- Webcast de la presentación del génoma James Watson, 31 de mayo de 2007 (en inglés).

- Datos: Q4540337